# Mickey Mouse Annual
Mickey Mouse Annual était une publication annuelle de l'éditeur britannique Fleetway, regroupant des histoires de Mickey Mouse et de l'univers Disney. 
La société Fleetway a été rachetée en 1991 par le groupe danois Egmont qui a arrêté l'activité de cette filiale en 2002. Le dernier numéro de Mickey Mouse Annual date de 2001.
cette publication est parue de manière annuelle :
- de 1931 à 1965
- de 1977 à 1982
- en 1989
- en 2000 et 2001